# Asmate nigricans
Asmate nigricans är en fjärilsart som beskrevs av Charles Oberthür 1896. Asmate nigricans ingår i släktet Asmate och familjen mätare. Inga underarter finns listade i Catalogue of Life.